# Abat-voix

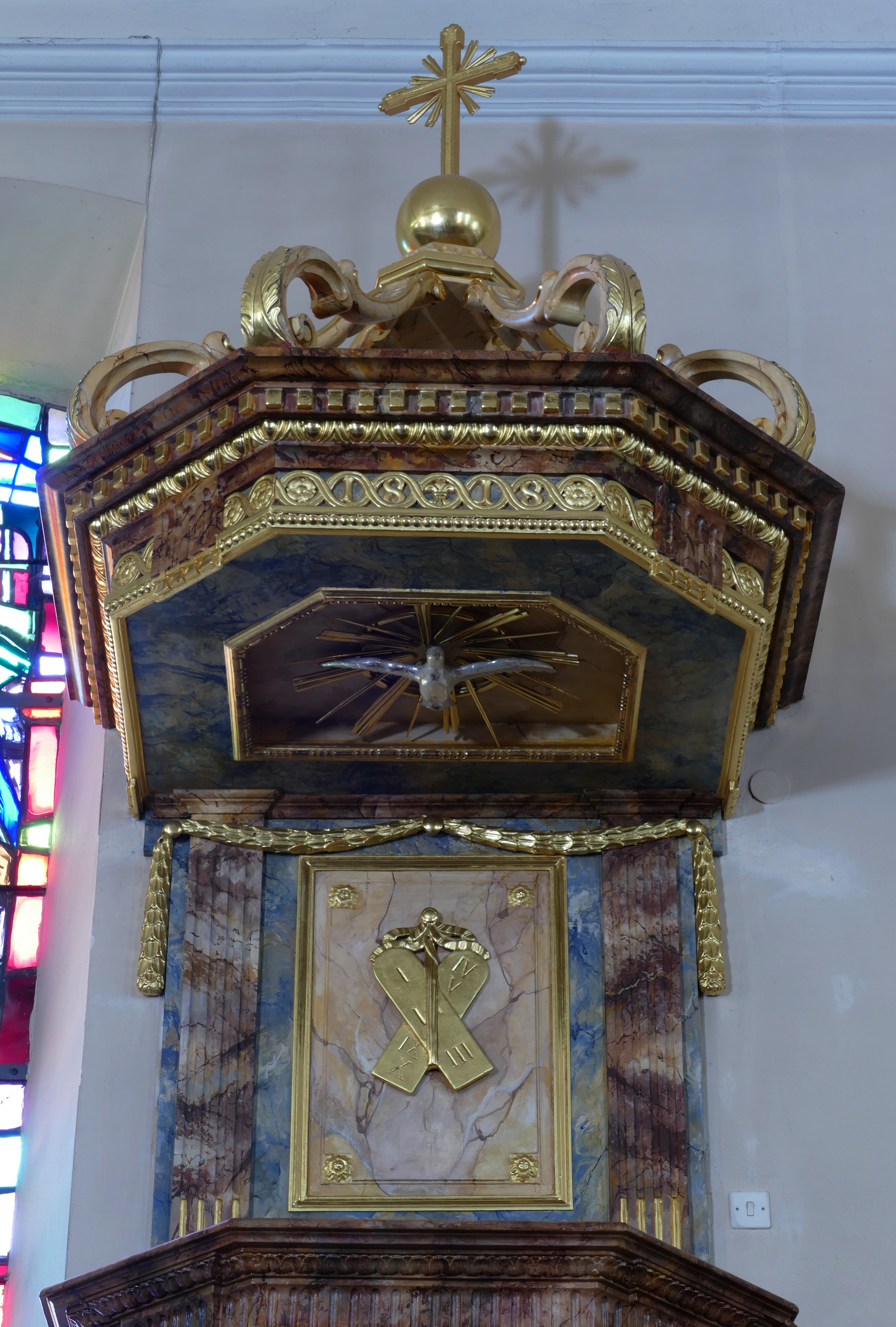
Abat-voix au-dessus de la chaire de l'église Saint-Martin de Dachstein en Alsace.

L'abat-voix est une sorte de dôme ou de dais, placé au-dessus de la cuve d'une chaire de vérité, afin de renvoyer la voix du prédicateur vers l'assistance et ainsi en améliorer l'audibilité,,.
Comme les autres parties de la chaire de vérité, l'abat-voix se développa artistiquement, au fil des temps (de l'époque baroque). Ainsi le plafond de l'abat-voix est souvent agrémenté d'une colombe sculptée qui symbolise, pour les chrétiens, le Saint-Esprit.

## Galerie

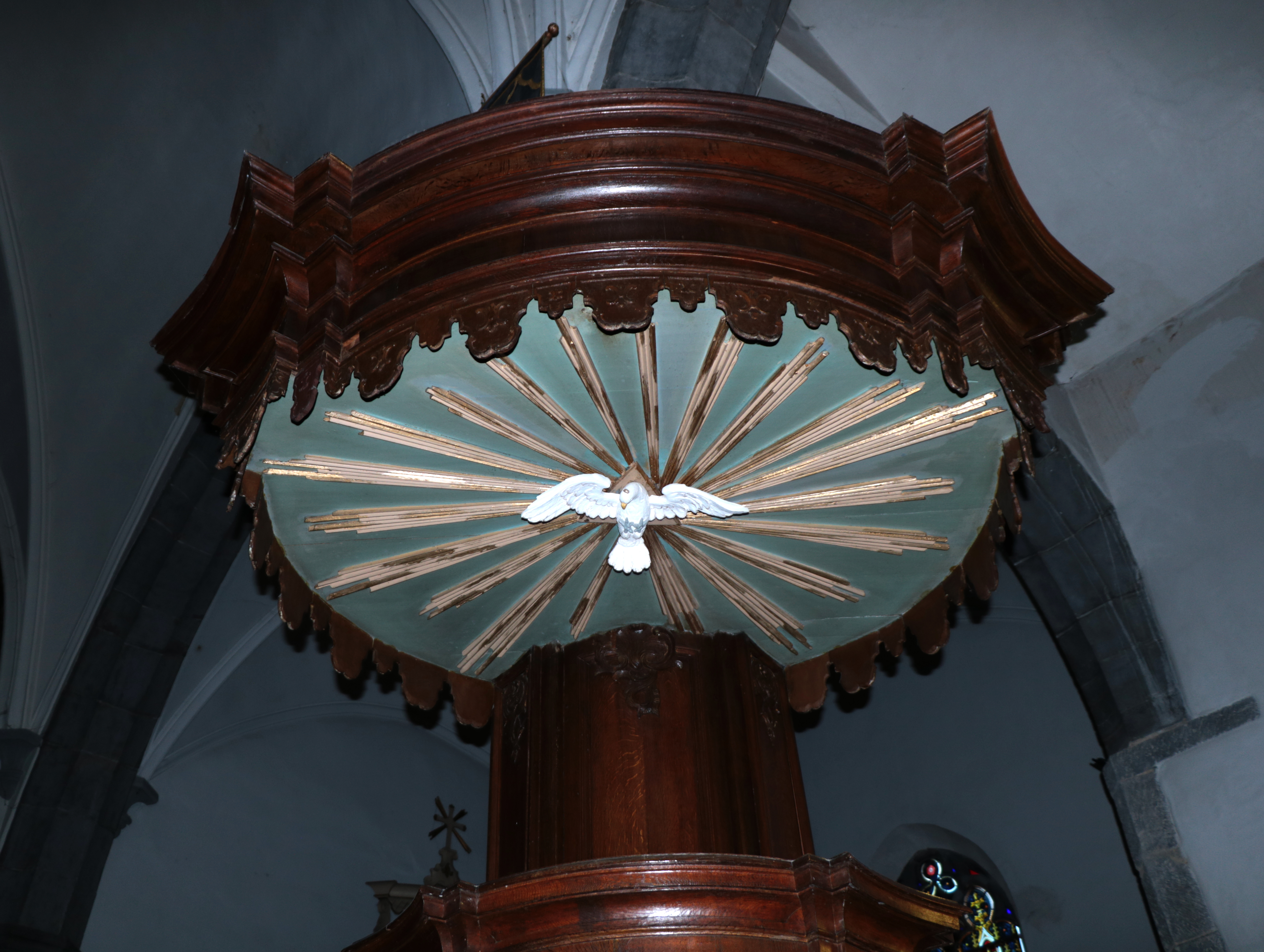
Abat-voix de la chaire de l'église Saints-Martin-et-Mutien-Marie de Mellet (Hainaut).
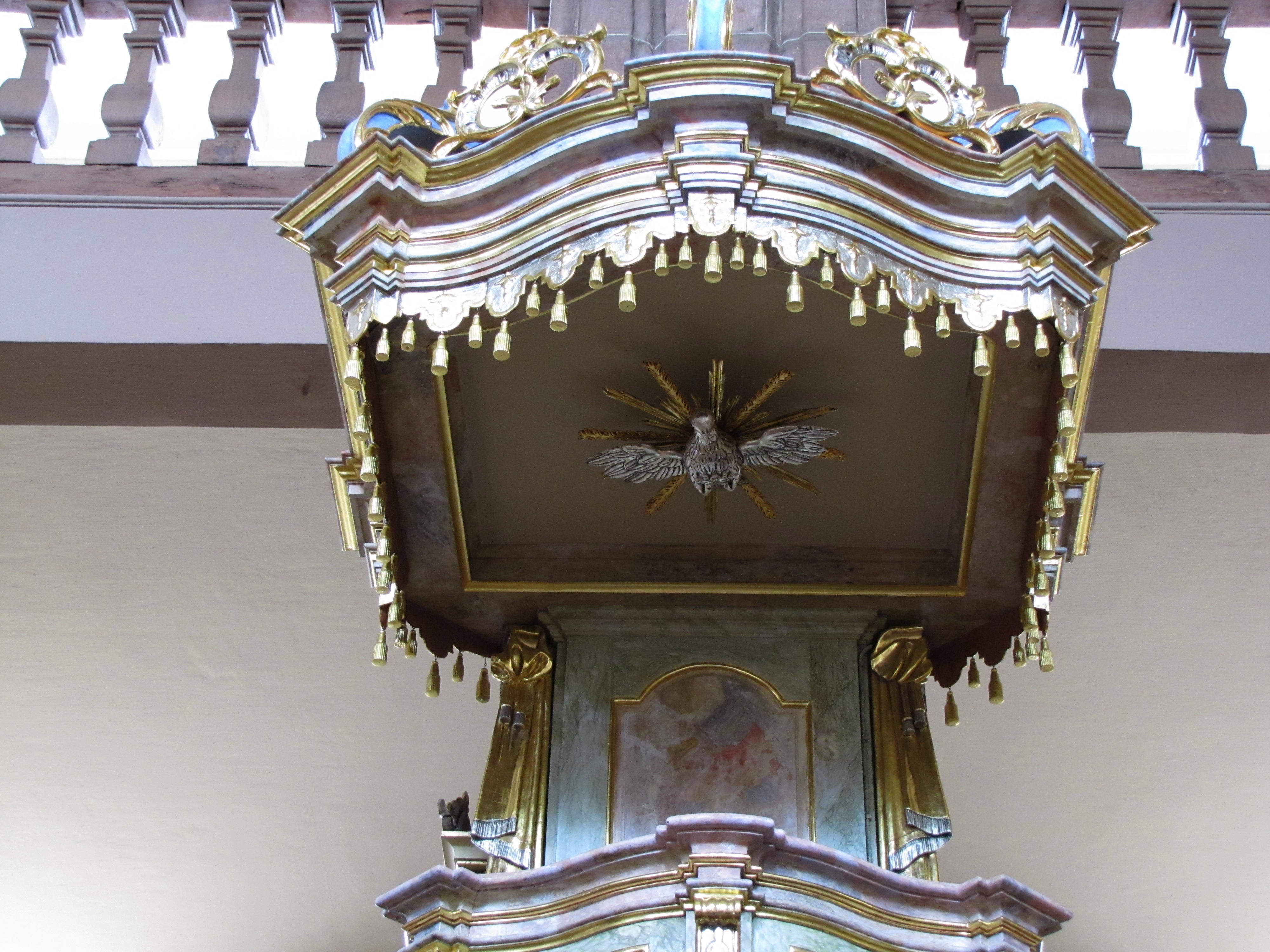
Abat-voix de la chaire de l'église Saint-Georges de Châtenois (Alsace).
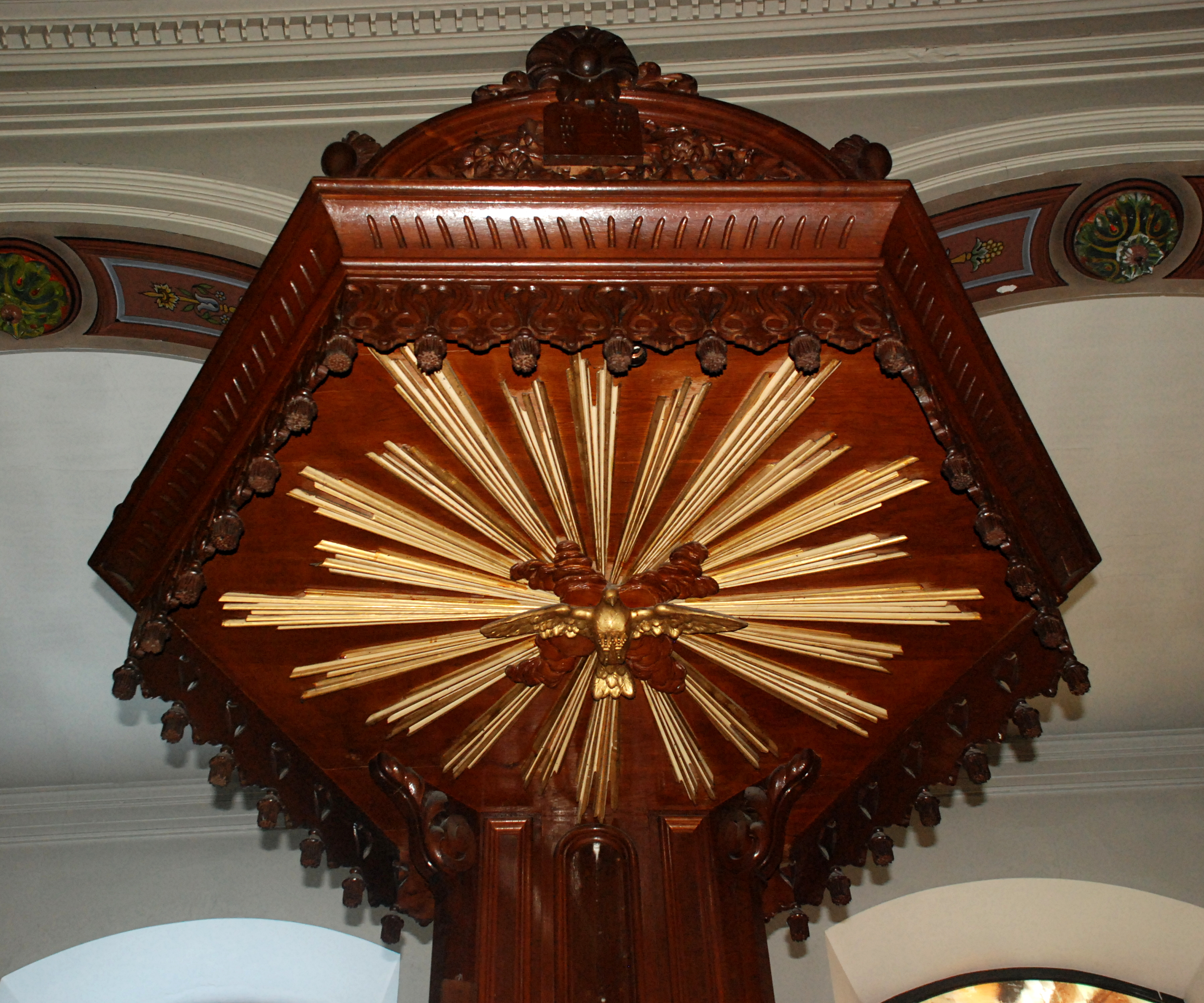
Abat-voix de la chaire de l'église Saint-Barthélemy de Bousval (Brabant wallon).
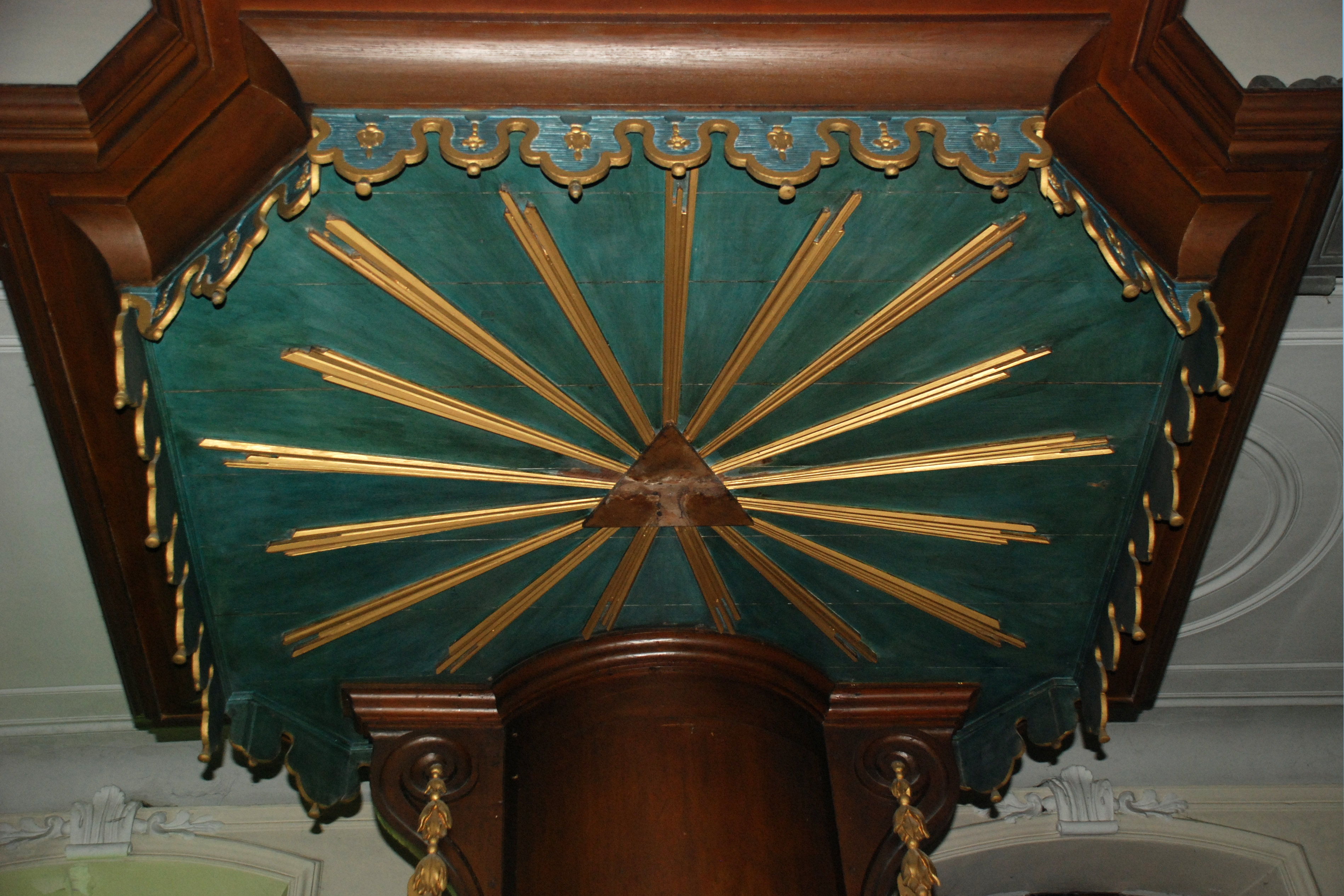
Abat-voix de la chaire de l'église Saint-Étienne de Court-Saint-Étienne (Brabant wallon).